# Lijst van voetbalinterlands Denemarken - Griekenland
Deze lijst van voetbalinterlands is een overzicht van alle officiële voetbalwedstrijden tussen de nationale teams van Denemarken en Griekenland. De landen speelden tot op heden vijftien keer tegen elkaar. De eerste ontmoeting, een vriendschappelijke wedstrijd, werd gespeeld in Athene op 2 december 1959. Het laatste duel, eveneens een vriendschappelijke wedstrijd, vond plaats op 11 februari 2009 in Piraeus.

## Wedstrijden
| №  | Plaats       | Datum            | Competitie           | Wedstrijd                | Uitslag |
| -- | ------------ | ---------------- | -------------------- | ------------------------ | ------- |
| 1  | Athene       | 2 december 1959  | Vriendschappelijk    | Griekenland – Denemarken | 1 – 3   |
| 2  | Kopenhagen   | 3 juli 1960      | Vriendschappelijk    | Denemarken – Griekenland | 7 – 2   |
| 3  | Athene       | 29 november 1964 | WK 1966 kwalificatie | Griekenland – Denemarken | 4 – 2   |
| 4  | Kopenhagen   | 27 oktober 1965  | WK 1966 kwalificatie | Denemarken – Griekenland | 1 – 1   |
| 5  | Kopenhagen   | 15 oktober 1980  | WK 1982 kwalificatie | Denemarken – Griekenland | 0 – 1   |
| 6  | Thessaloniki | 14 oktober 1981  | WK 1982 kwalificatie | Griekenland – Denemarken | 2 – 3   |
| 7  | Kopenhagen   | 27 april 1983    | EK 1984 kwalificatie | Denemarken – Griekenland | 1 – 0   |
| 8  | Athene       | 16 november 1983 | EK 1984 kwalificatie | Griekenland – Denemarken | 0 – 2   |
| 9  | Athene       | 19 oktober 1988  | WK 1990 kwalificatie | Griekenland – Denemarken | 1 – 1   |
| 10 | Kopenhagen   | 17 mei 1989      | WK 1990 kwalificatie | Denemarken – Griekenland | 7 – 1   |
| 11 | Kopenhagen   | 9 oktober 1996   | WK 1998 kwalificatie | Denemarken – Griekenland | 2 – 1   |
| 12 | Athene       | 11 oktober 1997  | WK 1998 kwalificatie | Griekenland – Denemarken | 0 – 0   |
| 13 | Piraeus      | 9 februari 2005  | WK 2006 kwalificatie | Griekenland – Denemarken | 2 – 1   |
| 14 | Kopenhagen   | 8 oktober 2005   | WK 2006 kwalificatie | Denemarken – Griekenland | 1 – 0   |
| 15 | Piraeus      | 11 februari 2009 | Vriendschappelijk    | Griekenland – Denemarken | 1 – 1   |
| 16 |              | 8 september 2025 | WK 2026 kwalificatie | Griekenland − Denemarken |         |
| 17 |              | 12 oktober 2025  | WK 2026 kwalificatie | Denemarken − Griekenland |         |

## Samenvatting
| Competitie        | Totaal gespeeld | Winst Denemarken | Gelijk | Winst Griekenland | Doelsaldo Denemarken – Griekenland |
| ----------------- | --------------- | ---------------- | ------ | ----------------- | ---------------------------------- |
| WK-kwalificatie   | 10              | 4                | 3      | 3                 | 18 − 13                            |
| EK-kwalificatie   | 2               | 2                | 0      | 0                 | 3 − 0                              |
| Vriendschappelijk | 3               | 2                | 1      | 0                 | 11 − 4                             |
| Totaal            | 15              | 8                | 4      | 3                 | 32 − 17                            |

Wedstrijden bepaald door strafschoppen worden, in lijn met de FIFA, als een gelijkspel gerekend.

## Details

### Zevende ontmoeting
| EK 1984 kwalificatie (Kopenhagen, Denemarken, 27 april 1983): |       |             |
| Denemarken                                                    | 1 – 0 | Griekenland |
| Søren Busk 76'                                                | goals |             |

### Achtste ontmoeting
| EK 1984 kwalificatie (Athene, Griekenland, 16 november 1983): |       |                                             |
| Griekenland                                                   | 0 – 2 | Denemarken                                  |
|                                                               | goals | 16' Preben Elkjær Larsen 47' Allan Simonsen |

### Elfde ontmoeting
| WK 1998 kwalificatie (Kopenhagen, Denemarken, 9 oktober 1996): |       |                   |
| Denemarken                                                     | 2 – 1 | Griekenland       |
| Theodoris Zagorakis 25' (e.d.) Brian Laudrup 51'               | goals | 35' Giorgos Donis |

### Twaalfde ontmoeting
| WK 1998 kwalificatie (Athene, Griekenland, 11 oktober 1997): |       |            |
| Griekenland                                                  | 0 – 0 | Denemarken |
|                                                              | goals |            |

### Vijftiende ontmoeting
| Vriendschappelijk (Piraeus, Griekenland, 11 februari 2009):                                                        |       |                   |
| Griekenland | 1 – 1 | Denemarken        |
| Fanis Gekas 61' | goals | 49' Jonas Borring |
| - Debuut van Vaggelis Moras (Bologna FC) voor Griekenland. - Debuut van Jakob Poulsen (Aarhus GF) voor Denemarken. |       |                   |

DBU · A-internationals · Selecties · Bondscoaches · Deens vrouwenelftal · Olympisch elftal · Denemarken U21 · Denemarken U20 · Denemarken U19 · Denemarken U18 · Denemarken U17 · Denemarken U16 · Vrouwen U17
1908 – 1919 ·
1920 – 1929 ·
1930 – 1939 ·
1940 – 1949 ·
1950 – 1959 ·
1960 – 1969 ·
1970 – 1979 ·
1980 – 1989 ·
1990 – 1999 ·
2000 – 2009 ·
2010 – 2019 ·
2020 − 2029
EK's: 1964 · 
1984 · 
1988 · 
1992 · 
1996 · 
2000 · 
2004 · 
2012 · 
2020 · 
2024
WK's: 1986 · 
1998 · 
2002 · 
2010 · 
2018 · 
2022
OS: 1908 · 
1912 · 
1920 · 
1948 · 
1952 · 
1960 · 
1972 · 
1992 · 
2016
1908 · 
1909 · 
1910 · 
1911 · 
1912 · 
1913 · 
1914 · 
1915 · 
1916 · 
1917 · 
1918 · 
1919 · 
1920 · 
1921 · 
1922 · 
1923 · 
1924 · 
1925 · 
1926 · 
1927 · 
1928 · 
1929 · 
1930 · 
1931 · 
1932 · 
1933 · 
1934 · 
1935 · 
1936 · 
1937 · 
1938 · 
1939 · 
1940 · 
1941 · 
1942 · 
1943 · 
1944 · 
1946 · 
1947 · 
1948 · 
1949 · 
1950 · 
1952 · 
1952 · 
1953 · 
1954 · 
1955 · 
1956 · 
1957 · 
1958 · 
1959 · 
1960 · 
1961 · 
1962 · 
1963 · 
1964 · 
1965 · 
1966 · 
1967 · 
1968 · 
1969 · 
1970 · 
1971 · 
1972 · 
1973 · 
1974 · 
1975 · 
1976 · 
1977 · 
1978 · 
1979 · 
1980 · 
1981 · 
1982 · 
1983 · 
1984 · 
1985 · 
1986 · 
1987 · 
1988 · 
1989 · 
1990 ·
1991 · 
1992 · 
1993 · 
1994 · 
1995 · 
1996 · 
1997 · 
1998 · 
1999 · 
2000 · 
2001 · 
2002 · 
2003 · 
2004 · 
2005 · 
2006 · 
2007 · 
2008 · 
2009 · 
2010 · 
2011 · 
2012 · 
2013 · 
2014 · 
2015 · 
2016 · 
2017 · 
2018 ·
2019 ·
2020 ·
2021 ·
2022 ·
2023
Albanië ·
Algerije ·
Argentinië ·
Armenië ·
Australië ·
België ·
Bermuda ·
Bosnië en Herzegovina · 
Brazilië ·
Bulgarije ·
Canada ·
Chili ·
Cyprus ·
DDR ·
Duitsland ·
Ecuador ·
Egypte ·
Engeland ·
Estland ·
Faeröer · 
Finland · 
Frankrijk ·
Gambia ·
Georgië ·
Ghana ·
Gibraltar ·
GOS ·
Griekenland ·
Honduras ·
Hongarije ·
Hongkong ·
Ierland ·
IJsland ·
Indonesië ·
Iran ·
Israël ·
Italië ·
Japan ·
Joegoslavië ·
Kameroen ·
Kazachstan ·
Kosovo · 
Kroatië · 
Letland ·
Liechtenstein ·
Litouwen ·
Luxemburg ·
Malta ·
Marokko ·
Mexico ·
Moldavië · 
Montenegro · 
Nederland ·
Nederlandse Antillen ·
Nigeria ·
Noord-Ierland ·
Noord-Macedonië ·
Noorwegen ·
Oekraïne ·
Oostenrijk ·
Panama ·
Paraguay ·
Peru ·
Polen ·
Portugal ·
Roemenië ·
Rusland ·
San Marino ·
Saoedi-Arabië ·
Schotland ·
Senegal ·
Servië ·
Singapore ·
Slovenië ·
Slowakije ·
Sovjet-Unie ·
Spanje ·
Suriname ·
Thailand ·
Togo · 
Tsjechië ·
Tsjecho-Slowakije ·
Tunesië · 
Turkije · 
Uruguay ·
Verenigde Arabische Emiraten ·
Verenigde Staten ·
Wales ·
Wit-Rusland ·
Zuid-Afrika ·
Zuid-Korea ·
Zweden ·
Zwitserland
Argentinië (1995) · 
Australië (2018) ·
Australië (2022) · 
België (2021) · 
Duitsland (1992) · 
Duitsland (2012) · 
Engeland (2021) · 
Finland (2021) · 
Frankrijk (2002) · 
Frankrijk (2018) · 
Japan (2010) · 
Kameroen (2010) · 
Kroatië (2018) · 
Nederland (2010) · 
Nederland (2012) · 
Peru (2018) · 
Portugal (2012) · 
Rusland (2021) · 
Senegal (2002) · 
Tsjechië (2021) · 
Uruguay (2002) · 
Wales (2021)
EPO · A-internationals · Bondscoaches · Selecties · Grieks vrouwenelftal · Olympisch elftal · Griekenland U21 · Griekenland U20 · Griekenland U19 · Griekenland U18 · Griekenland U17 · Griekenland U16
1920 – 1929 ·
1930 – 1939 ·
1940 – 1949 ·
1950 – 1959 ·
1960 – 1969 ·
1970 – 1979 ·
1980 – 1989 ·
1990 – 1999 ·
2000 – 2009 ·
2010 – 2019 ·
2020 − 2029
EK 1980 · 
EK 2004 · 
EK 2008 · 
EK 2012
WK 1994 · 
WK 2010 · 
WK 2014
OS 1920 · 
OS 1952 · 
OS 2004
1920 · 
1921–1928 · 
1929 · 
1930 · 
1931 · 
1932 · 
1933 · 
1934 · 
1935 · 
1936 · 
1937 · 
1938 · 
1939–1947 · 
1948 · 
1949 · 
1950 · 
1952 · 
1952 · 
1953 · 
1954 · 
1955 · 
1956 · 
1957 · 
1958 · 
1959 · 
1960 · 
1961 · 
1962 · 
1963 · 
1964 · 
1965 · 
1966 · 
1967 · 
1968 · 
1969 · 
1970 · 
1971 · 
1972 · 
1973 · 
1974 · 
1975 · 
1976 · 
1977 · 
1978 · 
1979 · 
1980 · 
1981 · 
1982 · 
1983 · 
1984 · 
1985 · 
1986 · 
1987 · 
1988 · 
1989 · 
1990 · 
1991 ·
1992 · 
1993 · 
1994 · 
1995 · 
1996 · 
1997 · 
1998 · 
1999 · 
2000 · 
2001 · 
2002 · 
2003 · 
2004 · 
2005 · 
2006 · 
2007 · 
2008 · 
2009 · 
2010 · 
2011 · 
2012 · 
2013 · 
2014 · 
2015 · 
2016 · 
2017 · 
2018 ·
2019 ·
2020 ·
2021 ·
2022 ·
2023
Albanië ·
Argentinië ·
Armenië ·
Australië ·
België ·
Bolivia ·
Bosnië en Herzegovina ·
Brazilië ·
Bulgarije ·
Canada ·
Chili ·
Colombia ·
Costa Rica ·
Cyprus ·
Denemarken ·
DDR · 
Duitsland ·
Ecuador · 
Egypte ·
El Salvador ·
Engeland ·
Estland ·
Ethiopië ·
Faeröer ·
Finland ·
Frankrijk ·
Georgië ·
Ghana ·
Gibraltar ·
Honduras ·
Hongarije ·
Ierland ·
IJsland ·
Israël ·
Italië ·
Ivoorkust ·
Japan ·
Joegoslavië ·
Kameroen ·
Kazachstan ·
Kosovo ·
Kroatië ·
Letland ·
Libië ·
Liechtenstein ·
Litouwen ·
Luxemburg ·
Malta ·
Marokko ·
Mexico ·
Moldavië ·
Montenegro ·
Nederland ·
Nieuw-Zeeland ·
Nigeria ·
Noord-Ierland ·
Noord-Korea · 
Noorwegen ·
Oekraïne ·
Oostenrijk ·
Palestina ·
Paraguay · 
Polen ·
Portugal ·
Qatar ·
Roemenië ·
Rusland ·
San Marino ·
Saoedi-Arabië · 
Schotland ·
Senegal · 
Servië · 
Slovenië ·
Slowakije ·
Sovjet-Unie ·
Spanje ·
Syrië ·
Tsjechië ·
Tsjecho-Slowakije ·
Turkije ·
Verenigde Staten ·
Wales ·
Wit-Rusland · 
Zuid-Korea ·
Zweden ·
Zwitserland
Colombia (2014) · 
Costa Rica (2014) · 
Duitsland (2012) · 
Ivoorkust (2014) · 
Japan (2014) ·
Polen (2012) ·
Portugal (2004, 2) · 
Rusland (2008) ·
Rusland (2012) ·
Spanje (2008) ·
Tsjechië (2012) ·
Zuid-Korea (2010) ·
Zweden (2008)